# Pompa criogenica
Una pompa criogenica o criopompa è una pompa da vuoto che intrappola gas o vapore facendolo condensare su una superficie fredda, non riesce ad essere sempre efficace con alcuni gas. L'efficacia dipende dal punto di congelamento o di evaporazione del gas relativamente alla temperatura della criopompa. Talvolta sono usate per bloccare particolari contaminanti, ad esempio sopra ad una pompa a diffusione per bloccare il backstreaming o per condensare il vapore d'acqua. Se utilizzata a questo scopo viene detta trappola criogenica anche se il meccanismo fisico è lo stesso di una criopompa.
L'intrappolamento criogenico può anche riferirsi a un effetto un poco differente, quando le molecole aumentano il tempo di residenza sulle superfici fredde senza diventare solide (sopraffusione). Vi è un ritardo tra quando la molecola urta la superficie e quando fuoriesce da essa.
L'energia cinetica andrà persa man mano che le molecole rallentano. Per esempio, l'idrogeno non condensa a 20 K, ma può essere intrappolato criogenicamente. In questo caso la criopompa intrappola efficacemente le molecole per un periodo prolungato e quindi le rimuove dall'ambiente del vuoto proprio come nel caso del criopompaggio.

## Storia
I primi esperimenti di intrappolamento criogenico su carbone attivo vennero effettuati nel 1874.
Le prime criopompe usavano principalmente elio liquido come refrigerante, o in un grande contenitore di liquido o mediante un flusso continuo nella pompa. Tuttavia, successivamente, la maggior parte delle criopompe sono state riprogettate per utilizzare 
criorefrigeratori a ciclo chiuso di elio in forma gassosa
. La tecnologia che ha rappresentato la svolta è stata messa a punto da due dipendenti
(W. E. Gifford e H. O. McMahon) della compagnia  Arthur D. Little Inc.. Il criorefrigeratore da loro sviluppato viene chiamato di Gifford-McMahon. Attualmente i criorefrigeratori sono diffusamente usati dall'industria dei semiconduttori.

## Funzionamento
Le criopompe sono comunemente raffreddate da elio compresso, sebbene possano usare ghiaccio secco o azoto liquido. Delle griglie sono spesso ancorate termicamente sulla parte più fredda per aumentare la superficie su cui si condensano i gas, ma in questa maniera aumenta pure il calore entrante in maniera radiativa sulla criopompa. Dopo un certo tempo, la superficie viene saturata dai gas condensati e la velocità di pompaggio si annulla. Notare che, finché la cripompa rimane fredda, i gas rimangono intrappolati, ma non è più in grado di condensare nuovo flusso in entrata a meno di rigenerare le superfici. La saturazione avviene rapidamente se il vuoto è scadente, per questa ragione le criopompe sono utilizzate in alto vuoto e in ultra alto vuoto. 
La criopompa permette un veloce e pulito pompaggio per molti gas nell'intervallo di pressioni da 10−3 a 10−9 Torr.
Per avere alta efficienza i gas da condensare debbono avere una bassa tensione di vapore alla temperatura della criopompa. In genere le criopompe hanno due stadi uno da 60 a 80 K (per condensare i vapori di acqua e olio) e uno stadio più freddo tra 10 e 20 K per condensare gli altri gas. I gas come l'azoto che hanno una bassa temperatura di condensazione vengono pompati dallo stadio a temperatura più bassa la cui superficie è protetta dai gas ad alta temperatura di condensazione catturati dal primo stadio.
Per pompare gas con bassa temperatura di condensazione come l'elio, l'idrogeno o il neon viene ricoperta la parte fredda con materiali che hanno un elevato rapporto superficie volume quale il carbone attivo  che ha la funzione di pompa ad assorbimento.
Come la superficie del materiale assorbente viene saturata la capacità di assorbire diminuisce, in questo caso va rigenerata la superficie riscaldandola preferibilmente a bassa pressione. Anche se la zeolite ha proprietà simili al carbone attivo la
sua bassa temperatura massima di esercizio la rende meno adatta a essere rigenerata.

## Rigenerazione
La rigenerazione di una criopompa è il processo con cui vengono evaporati i gas intrappolati. Durante un ciclo di rigenerazione la criopompa è scaldata a temperatura ambiente o maggiore, permettendo ai gas intrappolati in forma solida di assumere lo stato gassoso e quindi permettere di essere scaricati nell'atmosfera attraverso la valvola di spurgo.
Durante la fase di rigenerazione il sistema da vuoto viene isolato dalla criopompa in maniera da evitare di contaminarlo. Il vapore d'acqua è l'elemento naturale più difficile da rimuovere dalla pareti della camera, in quanto è facile che si formino dei monostrati. Per questa ragione conviene fare flussare azoto riscaldato per ridurre il tempo della rigenerazione.
Quando la rigenerazione è terminata, la criopompa è portata in basso vuoto e va monitorata la velocità di aumento della pressione, se troppo alta la criompompa richiede un'ulteriore operazione di spurgo.